# Лора Кармайкъл
Лора Кармайкъл (на английски: Laura Carmichael) е британска театрална и филмова актриса, носителка на награда на „Гилдията на филмовите актьори“. Тя е известна най-вече с ролята на Едит Кроули в сериала „Имението Даунтън“.

## Биография
Лора Кармайкъл е родена на 18 юли 1986 г. в Саутхемптън, Великобритания. Баща ѝ Андрю Кармайкъл е софтуерен специалист, майка ѝ Сара е рентгенолог, има и две сестри на имена Ейми и Оливия.
Лора учи първо в колежа „Питър Симъндс“ в Уинчестър, а по късно се записва да учи актьорско майсторство в театрално училище „Олд Вик“ в Бристъл. Дипломира се през 2007 г.

## Кариера
Телевизионният ѝ дебют е през 2008 г. в документалния филм „The Heart of Thomas Hardy“. През 2010 г. докато работи като секретарка в лекарски кабинет, ѝ е предложена ролята на Едит Кроули в сериала „Имението Даунтън“. През 2011 г. си партнира с Бенедикт Къмбърбач, Гари Олдман и Колин Фърт във филма „Дама, поп, асо, шпионин“.
През 2012 г. прави своя дебют в театър на Уест Енд в постановката „Вуйчо Ваньо“ от Антон Чехов.

## Филмография
| Година    | Филм или сериал               | Роля                                | Бележки                    |
| --------- | ----------------------------- | ----------------------------------- | -------------------------- |
| 2009      | Къщата в края на нашата улица | Ивон                                |                            |
| 2010      | Сърцето на Томас Харди        | Домашната прислужница на Харди      |                            |
| 2010–2015 | Имението Даунтън              | Лейди Едит Кроули                   | Основен състав; 52 епизода |
| 2011      | Дама, поп, асо, шпионин       | Сал                                 |                            |
| 2014      | Мадам Бовари                  | Анриета                             |                            |
| 2015      | Burn Burn Burn                | Сеф                                 |                            |
| 2016      | Обединено кралство            | Мюриъл Уилямс                       |                            |
| 2016      | Марсела                       | Мади Стивънсън                      | епизодична роля; 4 епизода |
| 2017      | Man in an Orange Shirt        | Дафни Талбът                        | епизодична роля, епизод 1  |
| 2019–2020 | Испанската принцеса           | Маргарет Поул, графиня на Салисбъри | основен състав; 16 епизода |
| 2019      | Имението Даунтън              | Едит Пелъм, маркиза на Хексам       |                            |
| 2020      | Тайните, които тя пази        | Агата                               | главна роля; 6 епизода     |
| 2022      | Имението Даунтън: Нова епоха  | Едит Пелъм, маркиза на Хексам       |                            |

## Роли в театъра
| Година | Постановка               | Роля          | Бележки                    |
| ------ | ------------------------ | ------------- | -------------------------- |
| 2009   | Причини да се живее      | Лора          | BAC                        |
| 2009   | Бурята                   | Миранда/Ариел | UK tour                    |
| 2011   | Plenty                   | Луиз/Доркас   | Sheffield Crucible Theatre |
| 2012   | Вуйчо Ваньо              | Соня          | Vaudeville Theatre         |
| 2013   | The Fitzrovia Radio Hour | Арабела       | Underglobe Theatre         |
| 2016   | Слугините                | Мадам         | Trafalgar Studios          |
| 2017   | Апология                 | Труди         | Trafalgar Studios          |